# Natallja Kačanova
Natallja Ivanaŭna Kačanova (in bielorusso Наталля Іванаўна Качанава?; in russo Наталья Ивановна Кочанова?, Natal'ja Ivanovna Kočanova; nata Talkačova in bielorusso Талкачова?; in russo Толкачёва?, Tolkačova; Polack, 25 settembre 1960) è una politica bielorussa, Presidente del Consiglio della Repubblica di Bielorussia dal 6 dicembre 2019. In precedenza è stata capo dello staff del Presidente della Repubblica Aljaksandr Lukašėnka. Dal 2023 è membro del partito Belaja Rus' ed è considerata tra i principali sostenitori e consiglieri del Presidente Lukašėnka.

## Biografia
Kačanova è nata il 25 settembre 1960 a Polack, all'epoca nell'Unione Sovietica. Suo padre era un fabbro e sua madre lavorava in una fabbrica di abbigliamento. Ha due fratelli.  È cresciuta in un appartamento comune e ha studiato al Politecnico di Navapolack, laureandosi nel 1982. Nel 2006 si è laureata presso l'Accademia della pubblica amministrazione della Bielorussia.
Kačanova ha lavorato come operatrice di controllo remoto presso l'impianto di trattamento delle acque di Polack dal 1982 al 1987. È stata promossa al servizio pubblico ed è stata capo del dipartimento degli alloggi e membro del comitato esecutivo della città fino al 2002.

### Sindaco di Navapolack
Nel novembre 2007, Kačanova è diventata sindaco di Navapolack. Cinque anni dopo, nel 2012, è vicepresidente del Consiglio della Commissione permanente dell'Assemblea nazionale per la legislazione e l'edilizia statale. Nel 2014, Kačanova è nominata vice primo ministro dal presidente Aljaksandr Lukašėnka.

### Capo dello staff del Presidente
Il 21 dicembre 2016, Kačanova è stata nominata capo dello staff del presidente della Bielorussia e capo dell'amministrazione presidenziale della Bielorussia.  All'epoca Lukašėnka, noto come "l'ultimo dittatore" d'Europa, definì la Kačanova un'"ardente sostenitrice della politica statale". Lei è diventata uno dei suoi principali sostenitori e consiglieri. Il politologo Dmitrij Bolkunec ha suggerito che Kačanova potrebbe essere vista da Lukašėnka come un possibile successore. Tuttavia, lo stesso Lukašėnka ha dichiarato che una donna non può essere il presidente della Repubblica.

### Eletta presidente del Consiglio
Nel dicembre 2019, Lukašėnka ha inviato Kačanova al Consiglio della Repubblica, sostituendola a capo dell'amministrazione presidenziale con l'ex vicepresidente del KGB Ihar Sergeenka. Kačanova è stata eletta presidente del Consiglio il 6 dicembre 2019, ricevendo 59 voti su 60. È la prima donna a ricoprire la carica.
Nel gennaio 2020, Kačanova ha incontrato l'ambasciatore del Regno Unito, Jacqueline Perkins, cercando di approfondire i legami tra i due paesi.   Nell'aprile 2020, Lukašėnka ha chiesto a Kačanova di invitare l'Organizzazione mondiale della sanità a valutare le prestazioni del sistema sanitario bielorusso in risposta alla pandemia di COVID-19. Lei ha poi detto che non c'era bisogno di misure di emergenza e che l'economia dovrebbe continuare a funzionare come al solito.

### Elezioni presidenziali del 2020
Kačanova è stata capo dello staff per la campagna elettorale di Lukašėnka nell'agosto 2020, caratterizzata dalle repressioni da parte delle forze del regime.  Dopo che oltre 7.000 persone sono state arrestate durante le proteste dell'agosto 2020 (chiedevano le dimissioni di Lukašėnka dopo le contestate elezioni), Kačanova ha parlato a nome di Lukašėnka del rilascio di 1.000 degli arrestati, affermando che ora erano "sottoposti all'obbligo di non partecipare ad attività non autorizzate". Ha dichiarato: "Non abbiamo bisogno di disordini. Non abbiamo bisogno di guerre". Il 15 agosto, migliaia di manifestanti davanti all'edificio della televisione di stato hanno chiesto una copertura completa delle proteste. Dopo che lo staff televisivo si è unito a loro, è arrivata Kačanova, ma non è stata in grado di pacificare la folla. Il giorno successivo, la televisione di stato ha riferito per la prima volta delle proteste.
Aprendo la quarta sessione dell'Assemblea nazionale il 2 ottobre 2020, Kačanova ha dichiarato: "La campagna elettorale si è svolta in condizioni difficili. Abbiamo assistito a pressioni esterne non celate sul nostro Paese e all'aggravamento di una situazione pubblica malsana da parte di forze distruttive interne. Le persone hanno fatto il loro scelta a sostegno del Presidente in carica, a favore della stabilità, della pace, della tranquillità e della politica perseguita nel Paese”. Ha anche affermato: "Si stanno diffondendo bugie e informazioni fuorvianti sul paese... Noi, membri del Consiglio della Repubblica, condanniamo fermamente la grave interferenza di Polonia, Lituania, Lettonia, Ucraina e altri paesi stranieri negli affari interni della Bielorussia".
Poco dopo, sempre in ottobre, il Consiglio d'Europa ha condannato ogni ulteriore uso della violenza in Bielorussia, compreso "l'uso sproporzionato della forza da parte delle autorità contro i manifestanti". Kačanova ha risposto che l'Occidente riceve "informazioni unilaterali" sulla situazione in Bielorussia da persone che "non rappresentano la maggioranza dei cittadini che hanno sostenuto il corso del paese durante le elezioni presidenziali". Si è anche detta "pronta a discutere la situazione nel paese con partner stranieri, fatto salvo il rispetto reciproco, l'obiettività, la considerazione degli interessi delle parti e la non interferenza con gli affari interni".
Dopo che il Bundestag tedesco ha adottato una risoluzione il 4 novembre 2020 respingendo i risultati delle elezioni presidenziali in quanto né libere né eque, negando la legittimità di Lukašėnka e chiedendo un nuovo voto, Kačanova e il presidente della Camera dei rappresentanti, Uladzimir Andrėjčanka, hanno rilasciato una dichiarazione congiunta. Hanno definito la risoluzione "sfacciata interferenza" negli affari bielorussi, dicendo di essere "completamente sconcertati" dal sostegno tedesco ad appelli aperti per "attività terroristiche". La dichiarazione afferma: "Con la risoluzione il Bundestag mina i progressi raggiunti nelle relazioni tra Bielorussia e Germania e asseconda gli interessi mercenari di singoli politici che stanno cercando di guadagnare capitale politico sull'immagine di 'combattenti per la democrazia in Bielorussia' ignorando le dure azioni repressive delle forze dell'ordine nel proprio paese".
Nel novembre 2020, Kačanova ha tenuto un incontro infruttuoso con studenti manifestanti presso l'Università statale bielorussa. Ha negato i brogli elettorali e la tortura dei detenuti, ma gli studenti hanno protestato contro i suoi commenti. Ha detto: "Pensavo che usciremo da qui e... diventeremo amici. Ma sono molto rattristata dal fatto che oggi il quadro delle norme umane e della moralità venga infranto... quando una donna adulta come me sta di fronte a te, e tu le gridi in faccia, questo è maleducato e inaccettabile". Nel rispondere alle domande degli studenti, Kačanova ha utilizzato la teoria del complotto del "Piano Dulles" per spiegare la situazione in Bielorussia.
Il 18 novembre 2020, Kačanova ha avuto un incontro con deputati e funzionari locali di Polack e Navapolack. Secondo la registrazione audio trapelata, ha affermato che le proteste erano state organizzate dall'estero, ha dichiarato false le foto delle persone picchiate dalla polizia, ha sostenuto l'espulsione degli studenti dalle università per motivi politici.
Il 27 novembre 2020, il Consiglio dell'Assemblea interparlamentare della CSI ha conferito a Kačanova la medaglia "Per il rafforzamento della cooperazione parlamentare".
A causa del suo ruolo, Kačanova è stata sanzionata dall'UE, dal Regno Unito e dalla Svizzera;  è anche soggetta alle sanzioni del Dipartimento del Tesoro degli Stati Uniti. Nel 2022, è stata inserita nella lista nera anche da Giappone, Ucraina e Canada.

## Vita privata
Kačanova è sposata e ha due figlie.